# Eleições parlamentares no Tajiquistão em 1990
As eleições parlamentares para o Conselho Supremo da República Socialista Soviética Tajique foram realizadas em 25 de fevereiro de 1990. Um total de 230 deputados foram eleitos para o Conselho Supremo. As eleições foram realizadas no contexto de tumultos em massa dentro e ao redor de Duxambé, que relativamente caiu no dia da eleição. Foram esses tumultos que estavam entre as primeiras faíscas da guerra civil que durou até 1997.

## Resultados
| Partido                                | Votos | Porcentagem | Assentos |
| -------------------------------------- | ----- | ----------- | -------- |
| Partido Comunista do Tajiquistão       |       |             | 221      |
| Independentes                          |       |             | 9        |
| Total                                  |       |             | 230      |
|                                        |       |             |          |
| Eleitores registrados e comparecimento |       |             | 81.1     |